# Dąbrówka (Otwock)
Pour les articles homonymes, voir Dąbrówka.
Dąbrówka (prononciation : [dɔmˈbrufka]) est un village polonais de la gmina de Celestynów dans le powiat d'Otwock de la voïvodie de Mazovie dans le centre-est de la Pologne.
Il se situe à environ 1 kilomètre au nord-ouest de Celestynów (siège de la gmina), 10 kilomètres au sud-est d'Otwock (siège du powiat) et à 30 kilomètres au sud-est de Varsovie (capitale de la Pologne).
Le village compte approximativement une population de 922 habitants en 2011.

## Histoire
De 1975 à 1998, le village appartenait administrativement à la voïvodie de Varsovie.